# Detkovac
Detkovac falu Horvátországban, Verőce-Drávamente megyében. Közigazgatásilag Gradinához tartozik.

## Fekvése
Verőce központjától légvonalban 17, közúton 22 km-re, községközpontjától légvonalban 7, közúton 8 km-re északkeletre, Nyugat-Szlavóniában, a Drávamenti-síkságon, a Dráva jobb partján fekszik.

## Története
Miután 1684-ben Verőcét felszabadították a török uralom alól területe majdnem teljesen lakatlan volt és rengeteg szántóföld maradt műveletlenül. Ezért a bécsi udvar elhatározta, hogy a földeket a betelepítendő családok között osztja fel. Az első katonai felmérés térképén „Dorf Detkovacz” néven találjuk. Lipszky János 1808-ban Budán kiadott repertóriumában „Detkovácz” néven szerepel. Nagy Lajos 1829-ben kiadott művében „Detkovacz” néven 37 házzal, 184 katolikus és 40 ortodox vallású lakossal találjuk. Verőce vármegye Verőcei járásának része volt.
A településnek 1857-ben 350, 1910-ben 674 lakosa volt. 1910-ben a népszámlálás adatai szerint lakosságának 64%-a horvát, 30%-a magyar, 4%-a szerb anyanyelvű volt. Az I. világháború után 1918-ban az új szerb-horvát-szlovén állam, majd később (1929-ben) Jugoszlávia része lett. A magyar lakosság helyére horvátok és szerbek települtek be. Detkovacba időközben beolvadtak az azóta megszűnt Dravski Kuti, Lanka Leševo és Karađorđevo Gradinsko (korábban Detkovac-puszta) települések. 1991-ben 539 főnyi lakosságának 86%-a horvát, 12%-a szerb nemzetiségű volt. 2011-ben falunak 307 lakosa volt.

## Lakossága
| Lakosság változása | Lakosság változása | Lakosság változása | Lakosság változása | Lakosság változása | Lakosság változása | Lakosság változása | Lakosság változása | Lakosság változása | Lakosság változása | Lakosság változása | Lakosság változása | Lakosság változása | Lakosság változása | Lakosság változása | Lakosság változása |
| ------------------ | ------------------ | ------------------ | ------------------ | ------------------ | ------------------ | ------------------ | ------------------ | ------------------ | ------------------ | ------------------ | ------------------ | ------------------ | ------------------ | ------------------ | ------------------ |
| 1857               | 1869               | 1880               | 1890               | 1900               | 1910               | 1921               | 1931               | 1948               | 1953               | 1961               | 1971               | 1981               | 1991               | 2001               | 2011               |
| 465                | 604                | 560                | 718                | 833                | 818                | 823                | 1.368              | 1.426              | 1.512              | 1.438              | 986                | 704                | 539                | 377                | 307                |

## Nevezetességei
A Kisboldogasszony tiszteletére szentelt római katolikus kápolnája 1899-ben épült Báthor Elemér költségén. Építője Pavao Rorbacher verőcei mester volt. Az adományozó azzal a feltétellel adta át a falu katolikus híveinek, hogy azok később is a gondját viselik. A kápolnát 1965-ben és 1997-ben megújították. Az egyhajós épület a falu középső részén, a főutcáról délre áll. Félköríves szentélye keleti irányba néz, a piramis alakú toronysisakkal fedett harangtorony a nyugati homlokzat előtt áll.

## Oktatás
A településen a gradinai elemi iskola alsó tagozatos területi iskolája működik.

## Egyesületek
A településen sporthorgász egyesület (RU Detkovac) és vadásztársaság (LU Kuna Detkovac) működik.

## Sport
Az NK Slaven Detkovac labdarúgóklub a megyei 3. ligában szerepel.